# Myra Marx Ferree
Myra Marx Ferree (* 1949) ist eine amerikanische Soziologin und emeritierte Professorin der University of Wisconsin–Madison. Sie ist eine bekannte Vertreterin der Gender Studies.

## Werdegang
Ferree studierte 1969/70 Geschichte an der Universität Hamburg, machte 1971 das Bachelor-Examen (Politikwissenschaft) am Bryn Mawr College und wurde 1976 an der Harvard University zur Ph.D. promoviert (Sozialpsychologie). Danach war sie bis 2000 erst Assistant Professor, dann Associate Professor und ab 1987 Full Professor für Soziologie und Frauenforschung an der University of Connecticut. 2000 wechselte sie als Soziologie-Professorin an die University of Wisconsin–Madison, seit 2011 hat sie dort die Alice H. Cook Professur inne.
Sie war Gastforscherin bzw. Gastprofessorin an der Johann Wolfgang Goethe-Universität Frankfurt am Main (1985), der australischen Flinders University (1993), an der Ruhr-Universität Bochum (2004), an der American Academy in Berlin (2005), an der Central European University in Budapest (2010) und an der Universität Stockholm (2013).
Für ihre soziologischen Beiträge zur Genderforschung wurde sie 2004 mit dem Jessie Bernard Award der American Sociological Association (ASA) und 2013 für ihr Buch Varieties of feminism (2012) Victoria Schuck Award der American Political Science Association ausgezeichnet.

## Schriften (Auswahl)

### Monographien
- Mit Lisa Wade: Gender. 2. Auflage, W. W. Norton & Company, New York 2019, ISBN 978-0-39366-796-7.
- Varieties of feminism. German gender politics in global perspective. Stanford University Press, Stanford 2012, ISBN 978-0-80475-759-1.
  - Aus dem Englischen von Claudia Buchholtz und Bettina Seifried: Feminismen. Die deutsche Frauenbewegung in globaler Perspektive. Campus, Frankfurt am Main 2018, ISBN 978-3-593-50292-2.[8]
- Shaping abortion discourse. Democracy and the public sphere in Germany and the United States.  Cambridge University Press, Cambridge 2002, ISBN 052179384X.
- Mit Beth B. Hess: Controversy and coalition. The new feminist movement across four decades of change. 3. Auflage, Routledge, New York 2000, ISBN 978-0-41592-804-5.

### Herausgeberschaften
- Mit Aili Mari Tripp und Christina Ewig: Gender, violence, and human security. Critical feminist perspectives. New York University Press, New York 2013, ISBN 978-0-81477-020-7.
- Mit Aili Mari Tripp: Global feminism. Transnational women's activism, organizing, and human rights. New York University Press, New York 2006, ISBN 978-0-81472-735-5.
- Mit Judith Lorber und Beth B. Hess: Revisioning gender. Sage, Thousand Oaks 1999, ISBN 0761906169.
- Mit Patricia Yancey Martin: Feminist organizations. Harvest of the new women's movement. Temple University Press, Philadelphia 1995, ISBN 1566392284.
- Mit Beth B. Hess: Analyzing gender. A handbook of social science research.  Sage Publications,  Newbury Park 1987, ISBN 0803927193.